# فریدریش فون روکوو
فریدریش فون روکوو (آلمانی: Friedrich von Rochow; ۱۲ اوت ۱۸۸۱ – ۱۷ اوت ۱۹۴۵) سوارکار اهل آلمان بود.